# Кордато, Рой
Рой Кордато  (Roy Cordato) — американский экономист, представитель Австрийской школы экономики. Известен своими исследованиями в области теории общественного выбора, экономической теории внешних эффектов, а также экономической этики. Кордато занимает активную позицию в продвижении идей свободного рынка и выступает за минимизацию государственного вмешательства в экономику.

## Биография
Рой Кордато получил степень доктора философии по экономике в университете Джорджа Мейсона, где обучался под руководством известных экономистов, включая Дона Лавуа и Джеймса Бьюкенена. До этого он получил степень магистра экономики в Университете Хартфорда.
С 1993 по 2000 год Рой Кордато занимал должность профессора философии бизнеса (Lundy Professor of Business Philosophy) в Университете Кэмпбелла в Бьюис-Крик, Северная Каролина. С 1987 по 1993 год он работал старшим экономистом в Институте исследования экономики налогообложения (Institute for Research on the Economics of Taxation, IRET) в Вашингтоне, округ Колумбия. Кордато преподавал экономику на постоянной основе в Университете Хартфорда и Обернском университете, а также был приглашенным преподавателем в Университете Джонса Хопкинса. Он также работал в Институте Катона и Институте Джона Локка, где был вице-президентом по исследованиям. Близкий друг и единомышленник Питера Бёттке.

## Вклад в экономическую теорию
Кордато является последовательным сторонником идей Людвига фон Мизеса, Фридриха фон Хайека и, в особенности Израэля Кирцнера. Его исследования опираются на методологический индивидуализм, теорию субъективной ценности и акцент на несовершенстве рынка, что делает его работы важным вкладом в развитие традиций Австрийской школы.
Рой Кордато разработал оригинальный подход к анализу внешних эффектов, который критически пересматривает традиционные теории Артура Пигу и Рональда Коуза. В своей известной книге «Welfare Economics and Externalities in an Open-Ended Universe» Кордато утверждает, что внешние эффекты необходимо рассматривать с позиций субъективных оценок участников рынка, а не исходя из попыток их объективного измерения.
Доменик Арментано, отметил, что "методология эффективности и благосостояния, предложенная Кордато, может быть с пользой применена к анализу политических вопросов, выходящих далеко за рамки проблемы рыночных внешних эффектов. Более того, есть надежда, что эта книга вдохновит новые исследовательские программы, критически рассматривающие другие предполагаемые «провалы рынка», а также расширит и углубит наше понимание взаимосвязи между правами собственности и социальной эффективностью".
Кордато предложил использовать концепцию «экономической гармонии», подчеркивая, что рыночные механизмы способны координировать интересы участников и минимизировать конфликты, если отсутствуют барьеры для добровольного обмена.
Кордато активно исследовал вопросы, связанные с моральными основаниями рыночной экономики. Он настаивал на том, что свобода выбора и добровольные соглашения являются фундаментальными принципами справедливой экономики. Его работы подчеркивают роль предпринимательства и личной ответственности в достижении общественного благосостояния.

## Основные публикации
- Cordato, Roy E. Welfare Economics and Externalities in an Open-Ended Universe. Kluwer Academic Publishers, 1992. (Переиздано Институтом Людвига фон Мизеса, 2007).
- Cordato, Roy. (2004). Toward an Austrian Theory of Environmental Economics. The Quarterly Journal of Austrian Economics. 7. 3-16.
- Cordato, R. E. (2001). The polluter pays principle: A proper guide for environmental policy. Institute for Research on the Economics of Taxation.
- Cordato, Roy. (2000). Chasing Phantoms in a Hollow Defense of Coase. The Review of Austrian Economics. 13.
- Cordato, R. E. (1997). Market-based environmentalism and the free market: They’re not the same. The Independent Review, 1(3), 371—386.
- Cordato, Roy. (1992). Knowledge Problems and the Problem of Social Cost. Journal of the History of Economic Thought. 14. 209—224.
- Cordato, Roy E. «The Austrian Theory of Efficiency and the Role of Government.» Journal of Libertarian Studies 4, No. 4 (1980): 393—403.
- Cordato, R. E. (1997). Time passage and the economics of coming to the nuisance: Reassessing the Coasean perspective. Campbell Law Review, 20, 273—288.
- Cordato, R. E. (1999). Global warming, Kyoto, and tradable emissions permits: The myth of efficient central planning. Institute for Research on the Economics of Taxation.
- Cordato, R. E. (1991). Destroying real estate through the tax code. The CPA Journal, 61(6), 8-11.
- Cordato, R. E. (2002). The impossibility of harming the environment. FEE. May 15, 2002.